# Fundación Jaime Benítez Rexach
La Fundación Jaime Benítez-Rexach de la Universidad de Puerto Rico en Arecibo (FJBR) es una organización sin fines de lucro y un cuerpo que otorga becas y subvenciones formado en el 2001 para conmemorar a Don Jaime Benítez Rexach, quien había fallecido unos meses antes. Su sede se encuentra en la Universidad de Puerto Rico en Arecibo y las metas principales de la fundación son "colaborar en la satisfacción de las necesidades socio-culturales, educativas y económicas de la institución."

## Historia
La Fundación Jaime Benítez-Rexach fue fundada el viernes, 17 de agosto de 2001 por el entonces catedrático Prof. Germán Hernández Díaz, como un monumento vivo en memoria a Jaime Benítez Rexach, quien había muerto el 30 de mayo de 2001. Benítez Rexach fue el primer presidente de la Universidad y fue durante su incumbencia que se creó el recinto de Arecibo en 1967.

### Actividades
La fundación es responsable de mantener un flujo constante de ingresos para mantener y compensar parcialmente el costo del recinto y de las actividades que este ofrece a la comunidad universitaria.
La fundación también es responsable de otorgar el Premio Belén Ortiz al estudiantado de periodismo.

### Personal
Individuos que hayan ocupado el puesto de presidencia de la fundación están en negrita.
| Nombre                         | Posición                  | Inicio incumbencia | Finaliza incumbencia |
| ------------------------------ | ------------------------- | ------------------ | -------------------- |
| Prof. Germán Hernández-Díaz    | Agente Residente/Director | 2001               | 2001                 |
| Belén Ortiz                    | Secretaria                | 2001               | 2004                 |
| José C. García Sanabria        | Tesorería                 | 2001               | 2001                 |
| Hilda M. Antommarchi García    | Agente Residente          | 2002               | 2005                 |
| Hilda M. Antommarchi García    | Agente Residente          | 2006               | 2006                 |
| Hilda M. Antommarchi García    | Agente Residente          | 2008               | 2016                 |
| Hilda M. Antommarchi García    | Persona Autorizada        | 2011               | 2011                 |
| Priscilla Rosario Medina       | Presidenta Interina       | 2002               | 2002                 |
| Jenaro Ramón Negrón Heredía    | Presidente                | 2003               | 2005                 |
| María Providencia Cruz Jiménez | Subtesorera               | 2003               | 2005                 |
| Catalina López                 | Directora                 | 2005               | 2006                 |
| Catalina López                 | Directora                 | 2008               | 2008                 |
| Aida López                     | Directora                 | 2005               | 2005                 |
| Conchita Lorenzo               | Directora                 | 2005               | 2006                 |
| Conchita Lorenzo               | Directora                 | 2008               | 2008                 |
| Gina Reyes                     | Directora                 | 2005               | 2005                 |
| Juan Antonio Galán Ramírez     | Tesorero                  | 2005               | 2005                 |
| Juan Antonio Galán Ramírez     | Presidente                | 2006               | 2010                 |
| Juan Antonio Galán Ramírez     | Persona Autorizada        | 2010               | 2010                 |
| Juan Antonio Galán Ramírez     | Persona Autorizada        | 2012               | 2012                 |
| Francis Amador                 | Directora                 | 2006               | 2006                 |
| Francis Amador                 | Directora                 | 2008               | 2008                 |
| Efrén Arocho                   | Director                  | 2006               | 2006                 |
| Efrén Arocho                   | Director                  | 2008               | 2008                 |
| Pedro E. Rodríguez Rodríguez   | Subtesorero               | 2006               | 2006                 |
| Pedro E. Rodríguez Rodríguez   | Director                  | 2008               | 2008                 |
| Laurelly M. Mendoza Irizarry   | Secretaria                | 2006               | 2016                 |
| Alberto Rosario Pastrana       | Tesorero                  | 2006               | 2008                 |
| Arnaldo Rosario                | Agente Residente          | 2007               | 2007                 |
| Arnaldo Rosario                | Tesorero                  | 2008               | 2008                 |
| Francisco Cordero Iriarte      | Vicepresidente            | 2007               | 2007                 |
| Francisco Cordero Iriarte      | Vicepresidente            | 2009               | 2009                 |
| Francisco Cordero Iriarte      | Presidente                | 2011               | 2013                 |
| Francisco Cordero Iriarte      | Persona Autorizada        | 2013               | 2013                 |
| Hilda Olmo Miranda             | Tesorera                  | 2013               | 2016                 |
| Pedro Martínez Luciano         | Persona Autorizada        | 2014               | 2016                 |

### Situación financiera
La Fundación Jaime Benítez-Rexach comenzó con cero activos y capital en el 2001, sin embargo, estos alcalzaron su punto más alto en el 
2016 con $26,261.88, el último año para el cual se sometió un estado financiero.